# Lepturges virgatus
Lepturges virgatus är en skalbaggsart som beskrevs av Monné 1978. Lepturges virgatus ingår i släktet Lepturges och familjen långhorningar. Inga underarter finns listade i Catalogue of Life.